# Candelaria (Guanay)
Candelaria ist eine Ortschaft im Departamento La Paz im südamerikanischen Andenstaat Bolivien.

## Lage im Nahraum
Candelaria ist der zweitgrößte Ort des Kanton Guanay im Municipio Guanay in der Provinz Larecaja. Die Ortschaft liegt auf einer Höhe von 457 m am linken, südlichen Ufer des Río Mapiri, der flussabwärts bei Puerto El Carmen in den Río Beni fließt.

## Geographie
Candelaria liegt nordöstlich des Titicacasees am Ostrand der Anden-Gebirgskette der Cordillera Real im Tiefland des Río Beni, einem der wichtigen Flüsse des Amazonas-Tieflandes.
Die mittlere Durchschnittstemperatur der Region liegt bei etwa 26 °C, der Jahresniederschlag beträgt etwa 1450 mm (siehe Klimadiagramm Caranavi). Die Region weist keinen ausgeprägten Temperaturverlauf auf, die Monatsdurchschnittstemperaturen schwanken nur unwesentlich zwischen 23 °C im Juni und Juli und 27 °C von November bis Januar, und auch die Tages- und Nachttemperaturen weisen nur geringe Schwankungen auf. Die Monatsniederschläge liegen zwischen unter 50 mm in den Monaten Juni und Juli und über 200 mm von Dezember bis Februar.

## Verkehrsnetz
Candelaria liegt in einer Entfernung von 242 Straßenkilometern nördlich von La Paz, der Hauptstadt des gleichnamigen Departamentos.
Von La Paz führt die teilweise asphaltierte Nationalstraße Ruta 3 in nordöstlicher Richtung 160 Kilometer über Cotapata bis Caranavi, von dort zweigt die unbefestigte Ruta 26 ab, die nach 70 Kilometern Guanay erreicht und weiter nach Mapiri und Apolo führt. Am Nordwestrand von Guanay führt direkt vor der Brücke nach Wituponte eine unbefestigte Landstraße in nördlicher Richtung in das zwölf Kilometer entfernte Candelaria.

## Bevölkerung
Die Einwohnerzahl der Ortschaft ist in dem Jahrzehnt zwischen den beiden letzten Volkszählungen um etwa die Hälfte angestiegen:
| Jahr | Einwohner         | Quelle       |
| ---- | ----------------- | ------------ |
| 1992 | keine Detaildaten | Volkszählung |
| 2001 | 461               | Volkszählung |
| 2012 | 711               | Volkszählung |
| 2024 |                   | Volkszählung |

Die Region weist einen nicht unwesentlichen Anteil an Aymara-Bevölkerung auf, im Municipio Guanay sprechen 32,0 Prozent der Bevölkerung Aymara und nur 14,7 Prozent Quechua.